# CATOBAR

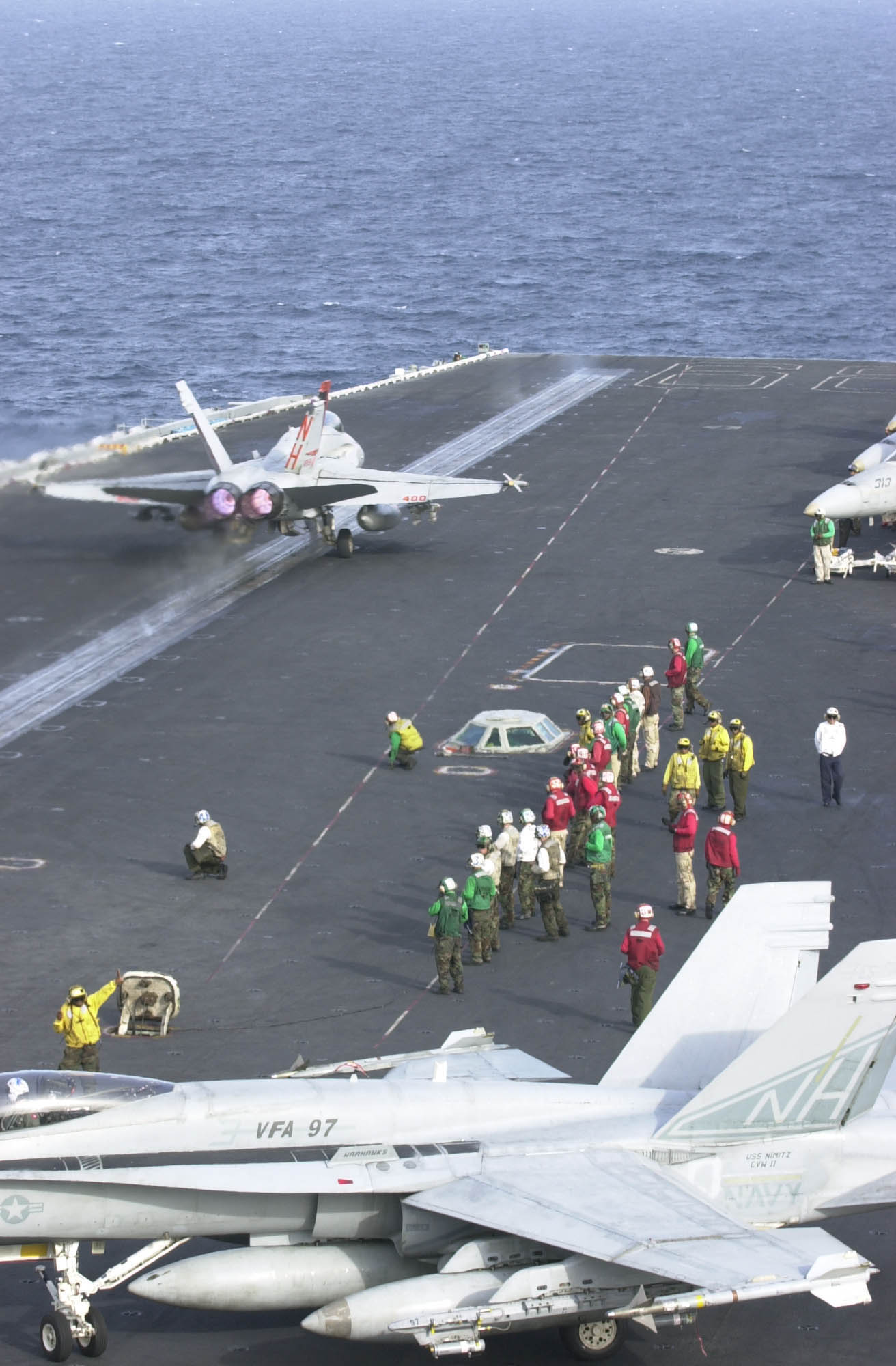
McDonnell Douglas F/A-18 Hornet nord-americà enlairant-se de portaavions USS Nimitz (CVN-68) mitjançant catapulta.

CATOBAR (acrònim en anglès de Catapult Assisted Take-Off But Arrested Recovery, «enlairament assistit per catapulta, però recuperació mitjançant detenció») és un sistema per a l'enlairament i per apuntar la direcció d'avions des de la coberta d'un portaavions. Els avions són llançats mitjançant una catapulta, la qual els proporciona la velocitat inicial per tenir la seva pròpia sustentació. No obstant això, en no tractar d'avions STOVL sinó d'avions convencionals, incapaços d'aterrar verticalment, cal que el portaavions estigui dotat de cables per apuntar, per detenir a l'avió després de contactar amb la coberta.
Només tres països tenen portaavions dotats d'aquest sistema:
 Brasil
- El NAE São Paulo, exfrancès Foch (R 99).[2]

 França
- El Charles de Gaulle (R 91)

 Estats Units d'Amèrica
- Tota la classe Nimitz
- El USS Enterprise (CVN-65), primer portaavions nuclear.[3]